# Essa É pra Vocês
Essa é pra Vocês é o segundo álbum de estúdio do grupo brasileiro de forró universitário Falamansa. O CD foi lançado em 2001 pela gravadora Deckdisc.

## Faixas
| CD  |                                  |                              |         |  |
| N.º | Título                           | Compositor(es)               | Duração |  |
| 1.  | "Solução (Essa é pra Vocês)"     | Tato                         | 03:48   |  |
| 2.  | "A Falta"                        | Tato                         | 05:47   |  |
| 3.  | "Fique Com a Saudade"            | Tato, Jucelino Queiroz       | 03:51   |  |
| 4.  | "Ver pra Crer"                   | Tato                         | 03:01   |  |
| 5.  | "Xote da Alegria"                | Tato                         | 04:16   |  |
| 6.  | "Forró de Sangue Novo"           | João Silva                   | 04:24   |  |
| 7.  | "Tantos Motivos"                 | Tato                         | 02:53   |  |
| 8.  | "Na Beira do Cais"               | Tato                         | 05:33   |  |
| 9.  | "Oh! Chuva"                      | Luis Carlinhos               | 03:49   |  |
| 10. | "Forró em Arcoverde / Vai e Vem" | Valdir do Acordeon           | 03:24   |  |
| 11. | "Pra Viver Mais"                 | Tato                         | 04:52   |  |
| 12. | "Xote Universitário"             | Alccioly Neto, Santanna      |         |  |
| 13. | "Alcalino"                       | Luiz Dilah, Graco Lima       | 04:30   |  |
| 14. | "Hora do Adeus"                  | Onildo Almeida, Luiz Gonzaga | 03:19   |  |